# イヌバラン
イヌバラン(Inubaran)は、フィリピン料理の鶏肉のシチューまたはスープであり、鶏肉を、角切りのバナナの髄、ココナッツミルク、ココナッツクリーム、酸味料、レモングラス、様々なスパイスで煮込んで作る。酸味料としては、伝統的にインドガンボジの果実かアムラタマゴノキの葉を用いる。料理名は、「ubad（バナナの髄）と煮込む」という意味であり、ubod（ハート・オブ・パーム）とは関係ないが、バナナの髄が入手が難しい場合には、代わりに用いることもある。西ビサヤ地方が発祥で、アクラノン族の食文化と関連している。他の種類の肉や魚介を用いることもある。ギナタアンの一種である。